# Sisowath Youtevong
Sisowath Youtevong (tiếng Khmer: អ្នកអង្គម្ចាស់ ស៊ីសុវត្ថិ យុត្តិវង្ស; 1913 – 17 tháng 7 năm 1947) là hoàng thân, chính khách và nhà toán học Campuchia, được coi là "Cha đẻ của Nền Dân chủ Campuchia", và là thành viên của Đảng Dân chủ. Ông giữ chức Thủ tướng Campuchia thứ tư từ tháng 12 năm 1946 đến tháng 7 năm 1947. Youtevong là người đầu tiên được bầu làm Thủ tướng Campuchia.

## Tiểu sử
Sisowath Youtevong chào đời năm 1913 tại Oudong, Campuchia, là con trai của Hoàng thân Chamraengvongs (1870–1916) và Công chúa Sisowath Yubhiphan (1877–1967). Ông theo học tại một trường đại học khoa học ở Pháp và thi đậu lấy chứng chỉ toán học năm 1941. Ông còn là thành viên Chi bộ Pháp của Quốc tế Công nhân, tổ chức tiền thân của Đảng Xã hội ngày nay. Về sau ông được bầu làm Chủ tịch Đảng Dân chủ Campuchia mới thành lập vào tháng 4 năm 1946. Youtevong là tác giả chính của bản hiến pháp vào lúc đó được đưa vào sử dụng ngày 6 tháng 5 năm 1947. Ông đã lãnh đạo Đảng Dân chủ giành chiến thắng trong cuộc bầu cử ngày 1 tháng 9 năm 1946 và tuyên thệ nhậm chức Thủ tướng vào ngày 15 tháng 12 năm 1946. Tuy vậy, ông chỉ tại nhiệm được một thời gian ngắn thì qua đời vào ngày 17 tháng 7 năm 1947 tại bệnh viện Calmette ở Phnôm Pênh, Sisowath Watchayavong đã thay ông lên kế tục chức thủ tướng.

## Đời tư
Sisowath Youtevong đã kết hôn với một phụ nữ Pháp tên là Dominique Laverne và có hai con gái: Sisowath Kantara (sinh năm 1945) và Sisowath Lenanda (sinh năm 1946).